# Skalnaté pleso
Skalnaté pleso (deutsch Steinbachsee, ungarisch Kő-pataki-tó, polnisch Łomnicki Staw, seltener Kamienny Staw) ist ein Gebirgssee (genauer ein Karsee) auf der slowakischen Seite der Hohen Tatra.
Er befindet sich im Tal Skalnatá dolina (deutsch Steinbachtal) und seine Höhe beträgt 1751 m n.m. Seine Fläche liegt bei 12.380 m², er misst etwa 212 × 85 m und ist bis zu 4,5 m (im Durchschnitt nur 1,28 m) tief und ein angegebenes Volumen 15.874 m³. Der einzige Zu- und Abfluss ist der Skalnatý potok (deutsch Steinbach). Der Wasserstand ist allerdings sehr variabel, da der See hauptsächlich durch Oberflächenwasser gespeist wird, der seit 1937 erfolgte Bau von mehreren Objekten (Station der Gondelbahn, Observatorium Skalnaté Pleso) sowie Anlage von Skipisten in der Nähe weiter das Ökosystem des Sees beeinträchtigen. Im Herbst kann der Wasserstand deshalb sehr niedrig liegen, im November 2021 trocknete der See völlig aus.
Der See hieß in der Vergangenheit Lomnické pleso (also Lomnitzer See) nach der Zugehörigkeit zur Gemeinde Veľká Lomnica (deutsch Großlomnitz), eine Bezeichnung, die sich noch im Polnischen erhalten hat. In einer Skizze der Hohen Tatra von Georg Buchholtz d. J. aus dem Jahr 1717 heißt der See lateinisch Stagnum rupicaprarum und deutsch Steinbock See. Durch einen späteren Übertragungsfehler kam es zur Änderung des Wortes Steinbock in Steinbach und seither trägt der See die entsprechenden Namen im Deutschen, Slowakischen und Ungarischen.
Der leichteste Zugang zum See ist über die Kabinenbahn von Tatranská Lomnica, andere Möglichkeiten sind über den rot markierten Wanderweg Tatranská magistrála von Hrebienok oder vom Tal Dolina Bielych plies (deutsch Weißseetal), oder über einen blau markierten Weg von der Kabinenbahnstation Štart.